# モンバサ・ナイロビ標準軌鉄道
モンバサ・ナイロビ標準軌鉄道（モンバサ・ナイロビひょうじゅんきてつどう）（中国語: 蒙巴萨－内罗毕标准轨铁路、英語: Mombasa–Nairobi Standard Gauge Railway）は、ケニアのナイロビとモンバサを結ぶ標準軌（1,435mm軌間）の鉄道。中国の支援により建設され、2017年5月31日に開通した。SGR（Standard Gauge Railway）とも呼ばれる。

## 歴史

### 開業まで
ケニアの首都であるナイロビと第二の都市・モンバサの間にはイギリスの植民地時代に建設されたウガンダ鉄道をルーツとする狭軌（1,000mm軌間）の鉄道路線が存在するが、1980年代以降はメンテナンス不足の影響で老朽化が進み、それに伴い需要も低下し、1980年代初期の年間輸送量が480万tであったものが2012年には150万tにまで減少していた。2006年以降はケニアとウガンダの鉄道における旅客・貨物輸送の運営のために設立されたリフト・バレー鉄道に運営権が譲渡されたが、当初の計画であった施設や車両の更新は進まなかった。更に2017年には世界銀行によって融資された機関車更新費用の2,200万ドルがリフト・バレー鉄道の幹部が運営するペーパーカンパニーに転用された事が発覚し、同年にケニア政府がリフト・バレー鉄道への運営権譲渡を終了するにまで至った。
そんな中、一帯一路計画の元でアフリカ各国への影響力を強めケニアを玄関口の1つとして位置付けている中国は、ケニアを中心に隣接する各国を結ぶ東アフリカ鉄道（中国語: 東非鐵路）構想の一部として、2014年にケニア政府との間で標準軌（1,435mm）の鉄道を建設する契約を結んだ。建設においては契約内容に基づき中国国鉄の規格や技術、設備を用いて行われ、施工は中国の中央企業・中国交通建設集団の子会社である中国路橋工程が担当した。なお、その過程でケニア国内において3万7,000人以上の直接雇用が生まれている。
計画の第一段階であるモンバサ - ナイロビ間・全長480kmの建設は2014年9月から2016年12月の間に行われ、翌2017年5月31日から営業運転を開始した。利用客は開業から1年後の2018年までの時点で138万人、平均乗車率は95％に達している他、現地で5万人の雇用が生まれたと発表されている。

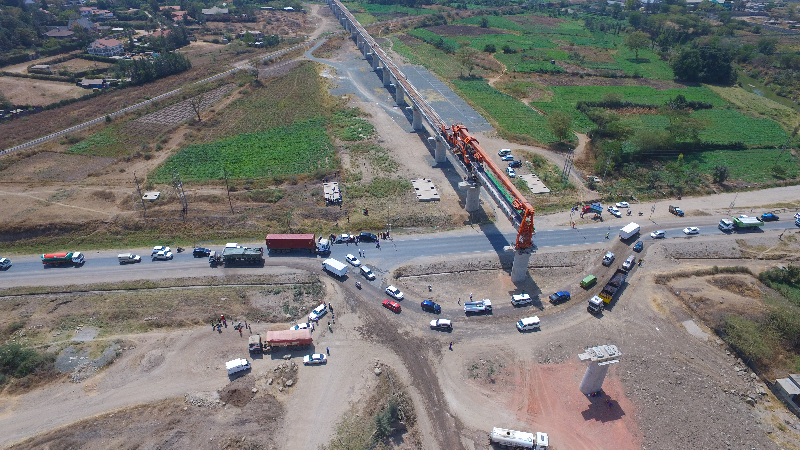
アティ川を渡る高架橋の建設光景
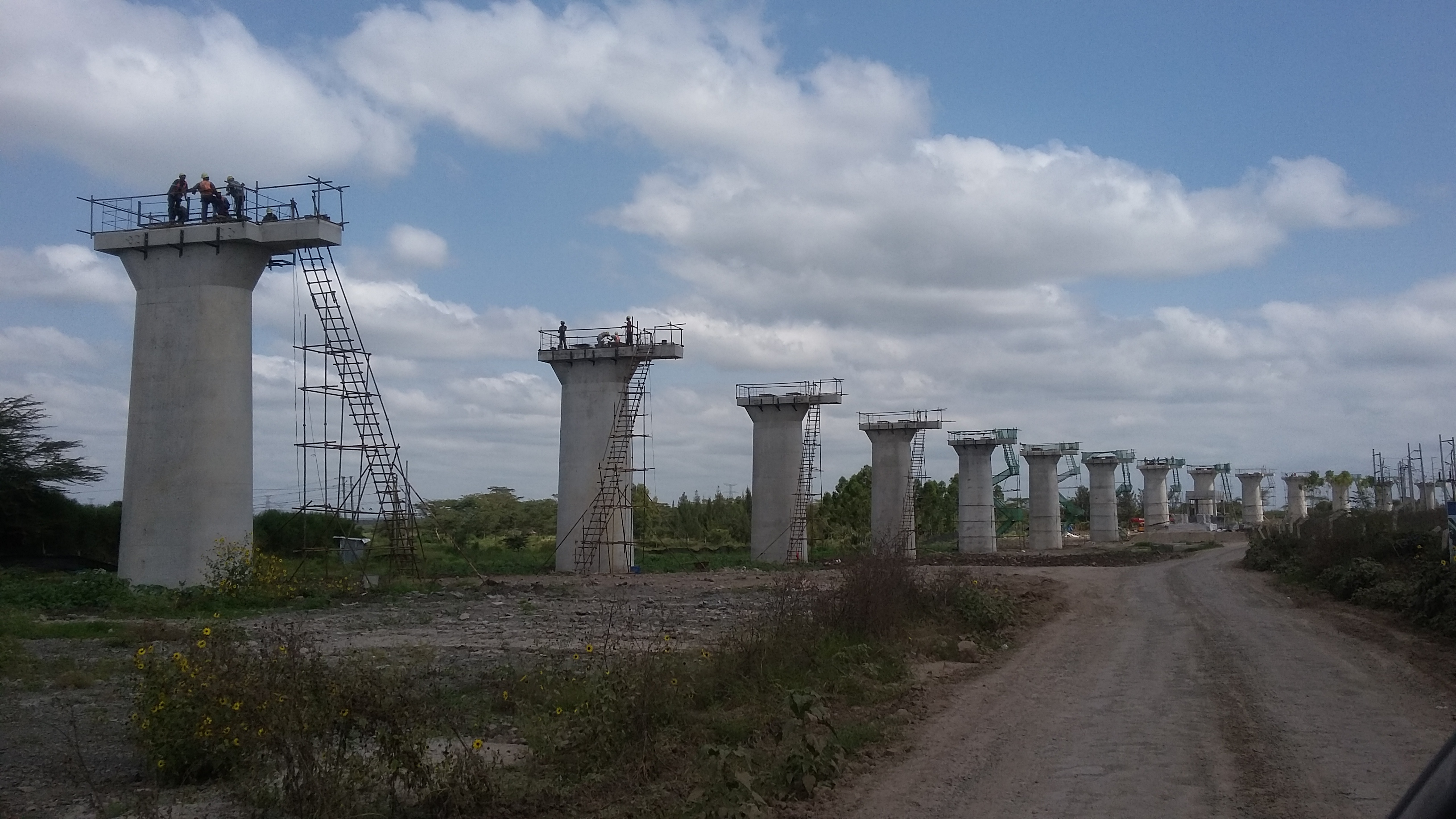
アティ川の高架橋の橋脚

### 今後の予定
ナイロビからナイロビ国立公園などを経由しナイバシャへ向かう第二段階の路線建設計画があり、2019年現在中国路橋工程により建設が進められている。更に2030年には国境を超えてウガンダの首都・カンパラへの延伸が計画されており、最終的にはこの路線を軸に東アフリカ諸国へと標準軌の路線網を伸ばす構想がある。また開業後5年間は中国交通建設が運営を担当し、以降はケニア現地の企業へ運営が受け継がれる予定となっている。
沿線開発も積極的に行われる事になっており、製油所やパイプラインの建設の他、各駅に物流拠点を建設する事で自動車からのモーダルシフトを進展させる他、都市機能の強化を行う予定となっている。

## 路線・運行

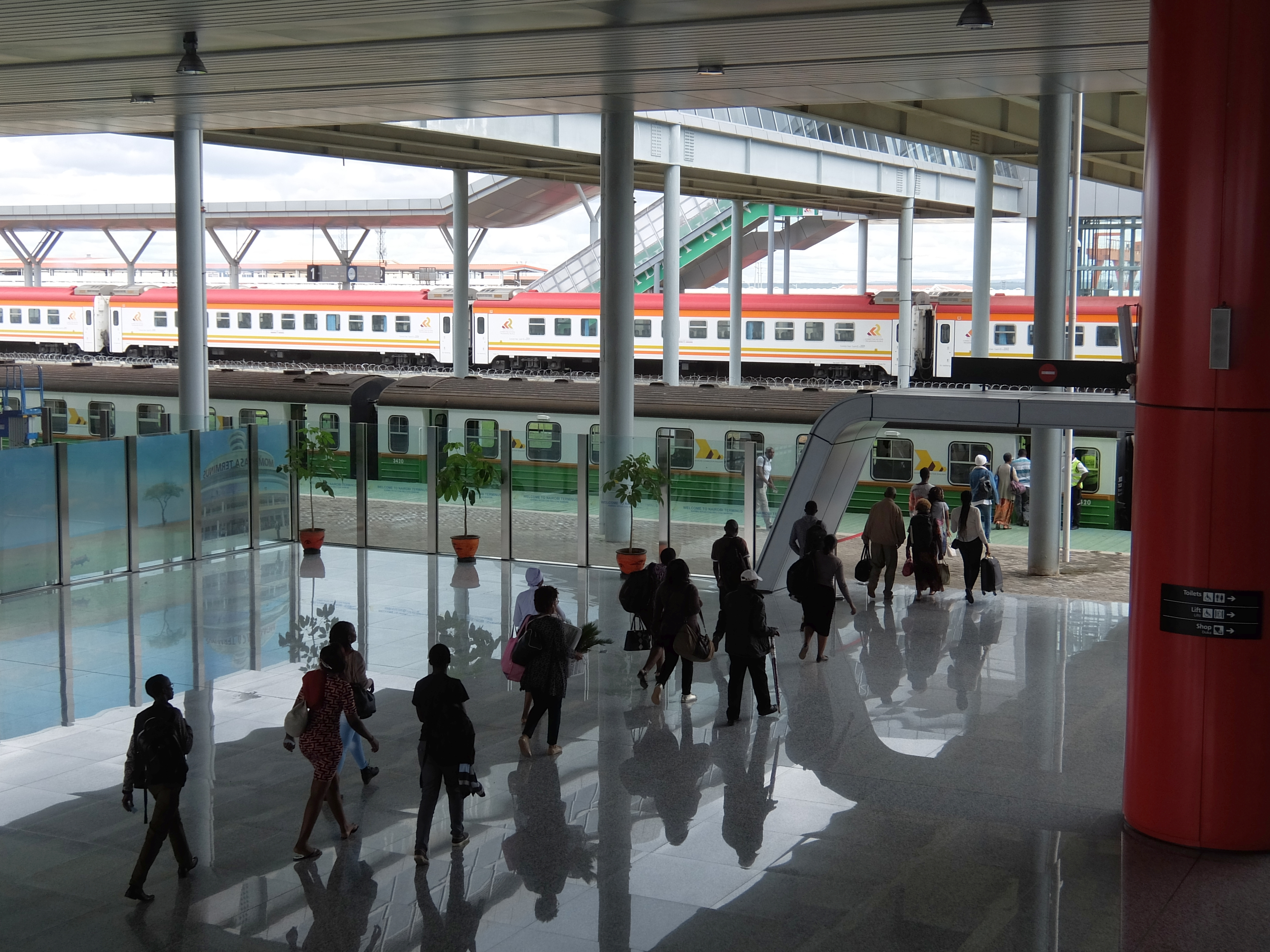
ナイロビ駅で並ぶ狭軌鉄道（手前）と標準軌鉄道（後方）の客車列車

2017年に開業した第一期路線の総延長は490kmで、起点・終点となるモンバサ駅とナイロビ駅を含め9箇所に駅が設置されている。経路は従来のウガンダ鉄道と並行しているが、起伏に富んだ地形での所要時間短縮を図るため合計98箇所に橋が設置されている他、動物との衝突事故防止など環境対策のために国立公園を経由する区間は高架橋や堤防により地上より高い位置に建設され、ゾウを始めとする野生動物が通行可能な地下道も設置されている。
2019年現在、モンバサ・ナイロビ標準軌鉄道の旅客列車として以下の種別がモンバサ駅 - ナイロビ駅間に1往復づつ設定されている。全区間の所要時間は5 - 6時間で、道路（9時間）や狭軌鉄道（12時間）からの大幅な短縮が実現している。
- インターカウンティ（SGR Intercounty Train） - 早朝に始発駅を出発する各駅停車の列車。
- マダラカ・エクスプレス（Madaraka Express Train） - 午後に始発駅を出発するノンストップの列車。

また、旅客列車に加えて貨物列車もモンバサ島のポート・ライッツ地区とナイロビのエンバカシ地区のコンテナターミナルの間で運行している。

## 車両

### ディーゼル機関車

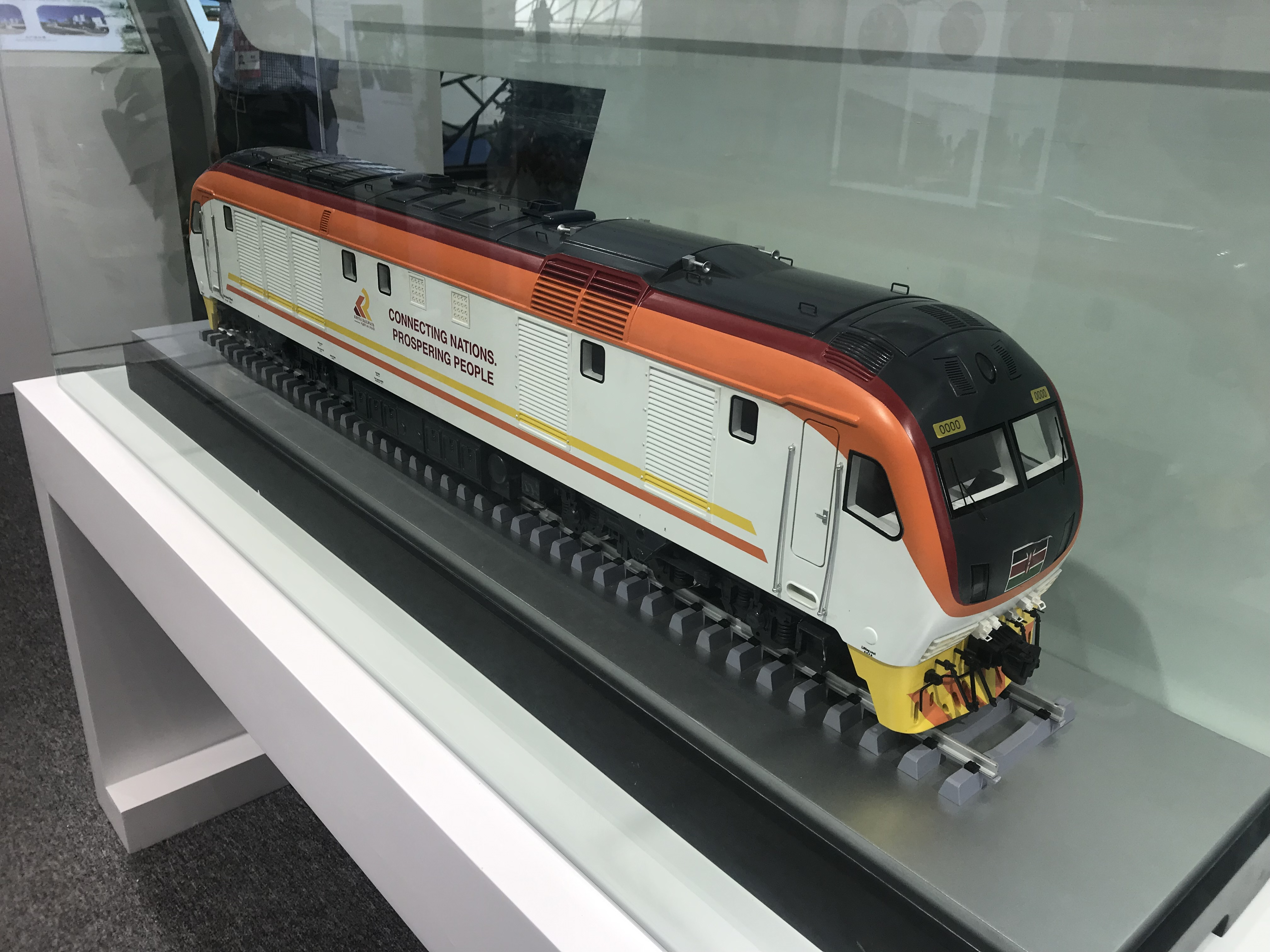
DF11型の模型

モンバサ・ナイロビ標準軌鉄道で使用されるディーゼル機関車は全て中国中車戚墅堰機車が製造を担当している。
- DF11型（中国語版） - 旅客用機関車。5両を導入。中国国内の同形式と異なり、前面は中国国鉄東風11G型ディーゼル機関車と類似したデザインとなっている。
- DF8B型（中国語版） - 貨物用機関車。43両を導入。
- DF7G型（中国語版） - 入換用機関車。8両を導入。

### 客車

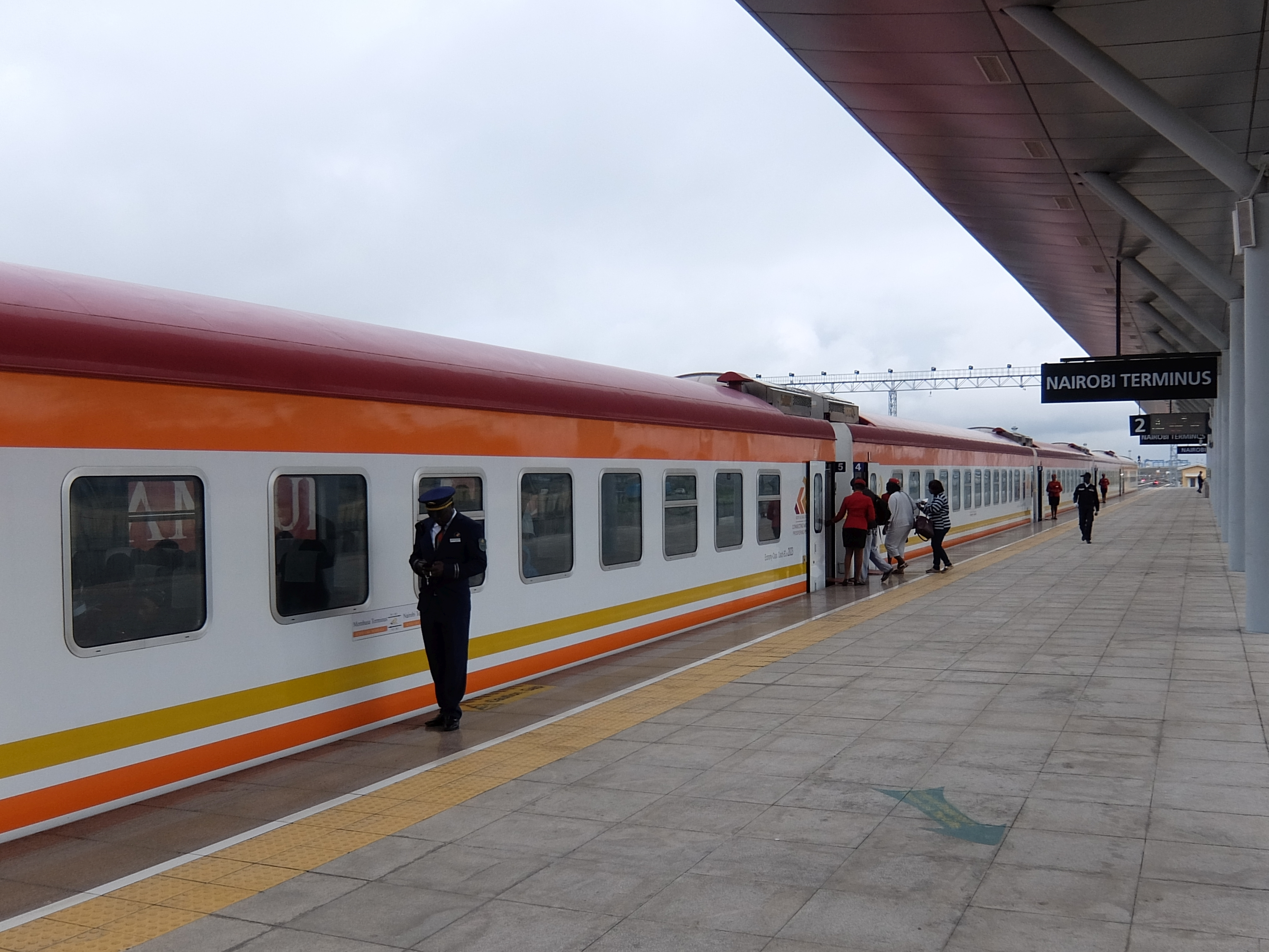
ナイロビ駅に停車する客車列車

長春軌道客車が製造を担当した、中国国鉄でも使用されている25G型と同型の客車が導入されている。全39両の内訳は25両が硬座車（座席車）、7両が軟座車（優等座席車）、2両が荷物車、2両が餐車（食堂車）、3両が電源車である。

### 貨車

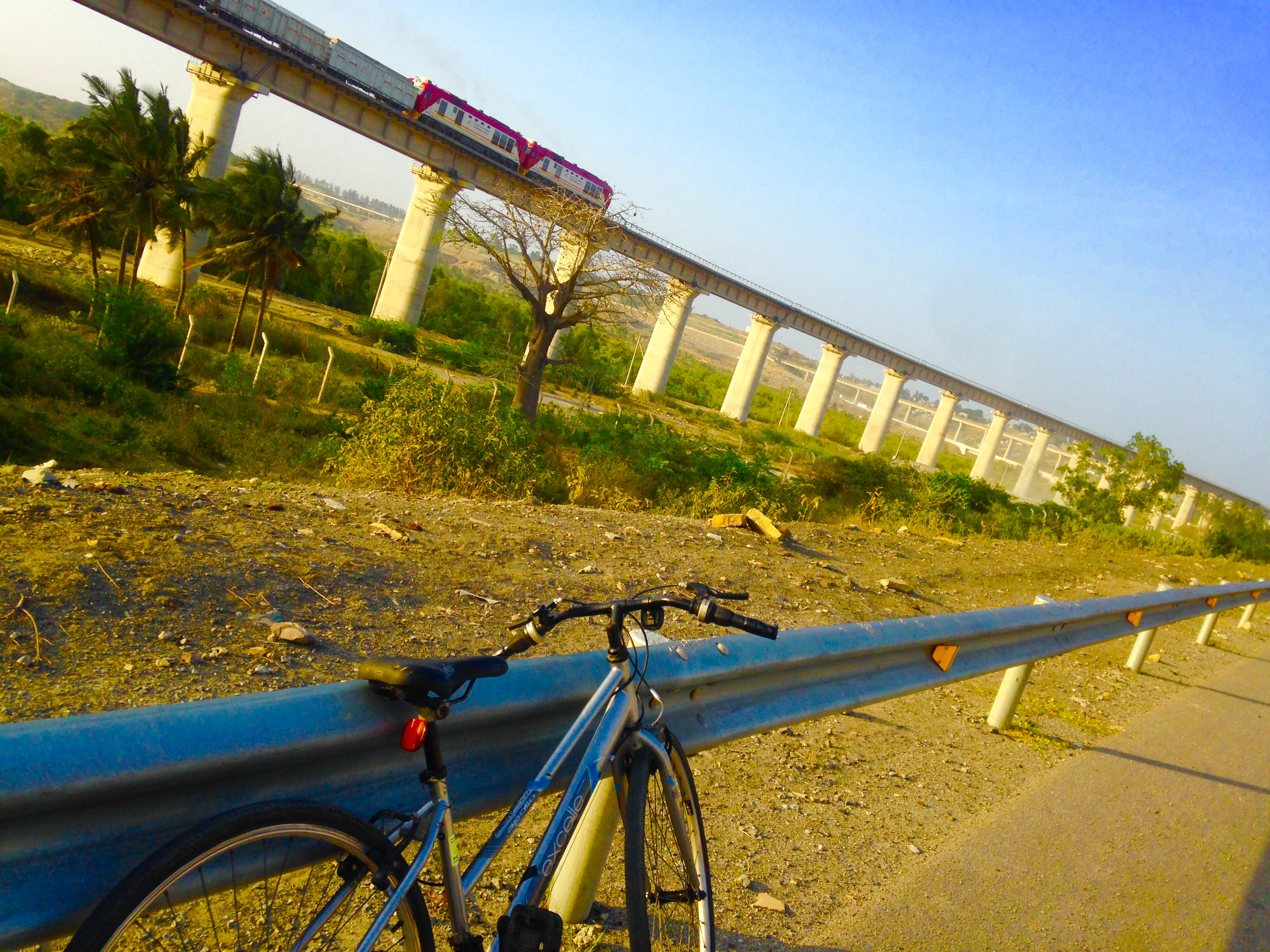
DF8B型が重連で牽引する貨物列車

開業に際し、ホッパ車（C70E型）が180両、コンテナ車（NX70型）が150両導入されている。

## 課題

### 借款の返済
モンバサ・ナイロビ標準軌鉄道の建設費用の大部分は中国からの借款によって賄われており、ケニア政府はそれらの金額の返済を余儀なくされている。2017年に開業した第一期路線だけでもケニア政府が国家予算の1/5に匹敵する3,240億ケニア・シリング（約36億ドル）を中国輸出入銀行から借り入れており、2022年までに利息を含む3,606億ケニア・シリングの返済を義務付けられ主権を理由にした免除の権利も無いという契約が行われている旨が報道されている。これらを含めた多額の債務残高への対策のため、ケニア政府は第二期路線の建設費用である3,800億ケニア・シリングのうち半分を中国が負担するよう要請しており、政府負担の削減のため官民パートナーシップの導入を提案している。

### 自然保護
2018年現在建設が行われている第二期路線の一部は、絶滅危惧種のクロサイを始めとした多数の野生動物が生息するナイロビ国立公園内部を高架線を使って経由する事となっている。ケニア政府は自然保護の観点から景観対策や騒音対策を実施し、建設中も野生動物の行き来を妨げないようにしていると説明しているものの、自然保護団体は建設計画が始まった2016年以降建設の差し止めを求めて政府を相手に複数の訴訟を行っている。